# Bătălia de la Conița
Bătălia de la Conița a fost un conflict din Războiul Civil Grec (1946-1949); între Armata Democrată condusă de comuniști a Greciei și armata elenă a Regatului Greciei. A fost o inițiativă eșuată de a captura orașul Konitsa (Conița) din nord-vestul Greciei, pentru a stabili o capitală pentru Guvernul Democrat Provizoriu; o autoritate rivală a guvernului recunoscut din Atena. Aceasta făcea parte din „Operațiunea Limnes” (Lacuri) a comuniștilor care avea ca obiectiv capturarea unui oraș important grecesc. Invazia Coniței a eșuat în cele din urmă, iar forțele guvernamentale ale Armatei Naționale și-au păstrat controlul asupra orașului.

## Context
În martie 1947, la un an după începerea Războiului Civil Grec, Armata Democratică a Greciei (Δημοκρατικός Στρατός Ελλάδας - ΔΣΕ), fondată și susținută în principal de Partidul Comunist Grec, a controlat în principal unele zone muntoase din nordul Greciei și Peloponez. A comandat o armată de 13.000 de militari cu sprijin limitat din partea foștilor luptători ELAS și o rețea necunoscută de civili, în principal în orașe și sate din întreaga Grecie. În același timp, vârful de lance al fostei Armate Populare Elene de Eliberare (ELAS), cca. 100.000 de oameni au fost închiși sau exilați în mici insule. Până la jumătatea anului 1947, forța Armatei Democratice a Greciei a crescut la 23.000 în batalioane, regimente și brigăzi formate după fosta structură a ELAS cu un Cartier General în nord și 3 Cartiere Generale Regionale în restul țării. Un guvern provizoriu a fost fondat ca omolog al guvernului general recunoscut al Atenei și a câștigat sprijinul tăcut al guvernelor socialiste din zonă: Bulgaria, Albania și Iugoslavia.
Cu toate acestea, Armata Democratică a Greciei nu a reușit să controleze niciun oraș important, iar Statul său Major a decis să facă din orașul Conița, la 11 km de granița cu Albania, capitala Guvernului Democrat Provizoriu. Dacă Armata Democratică a Greciei ar fi fost în stare să controleze un oraș important cu o suprafață considerabilă, ar fi avut o speranță la recunoașterea unui stat comunist din nordul Greciei de către Uniunea Sovietică și alte țări comuniste.

## Bătălia
Oamenii din Conița, contrar așteptărilor lui Markos Vafeiadis, s-au alăturat guvernului Atenei și și-au fortificat orașul împotriva Armatei Democratice, luptând alături de armata guvernamentală. La această alianță, a ajutat și politica „pământului ars” a armatei guvernamentale în zonele din jurul orașelor mari, prin care golea toate satele de locuitori, aducându-le în orașe fortificate și numindu-i „refugiați din cauza activității de gherilă” (συμμοριόπληκτοι).
Conița a fost apărat de Brigada 75 sub comanda colonelului Konstantinos Dovas (cu o putere de foc de doar două batalioane de infanterie, 582 T.P. sub comanda maiorului Peridis). Se mai găseau două unități de pompieri și o mică rezervă în Kalpaki. Armata Democratică a atacat podul Bourazani care traversează râul Aoos (Vjosë), pentru a tăia accesul forțelor guvernamentale din capitala regională Ioannina spre oraș. Guvernul a folosit avioane civile DC-3 pentru a-și deplasa trupele. În timpul luptelor, colonelul Dovas a fost prins în ambuscadă și a fost grav rănit de o mină antitanc în timp ce se deplasa cu un jeep.
În ciuda ajutorului oferit de Albania, și anume artilerie de 105 mm, comuniștii au fost înfrânți. În timpul bătăliei, regina Frederica a vizitat orașul, unde a fost întâmpinată de colonelul Dovas.

## Urmări
Pierderile celor două facțiuni relevă gravitatea conflictului: Armata Democratică a avut 458 de morți și 217 de răniți, în timp ce cea guvernamentală a avut 149 de morți, 458 de răniți și 69 de dispăruți. Armata guvernamentală, însumând 200.000 de oameni (8 divizii și 3 brigăzi independente), cu artilerie, blindate, avioane și asistență anglo-americană (echipament modern), a depășit cu mult forțele Armatei Democratice.